# Franz Gregor Ignaz Eckstein
Franz Gregor Ignaz Eckstein, en tchèque František Řehoř Ignác Eckstein, en polonais Franciszek Grzegorz Ignacy Eckstein (né en 1689 à Židovice près de Žatec, mort en 1741 à Lviv) est un peintre autrichien qui fit des fresques en Bohême, en Silésie et en Galicie.

## Biographie

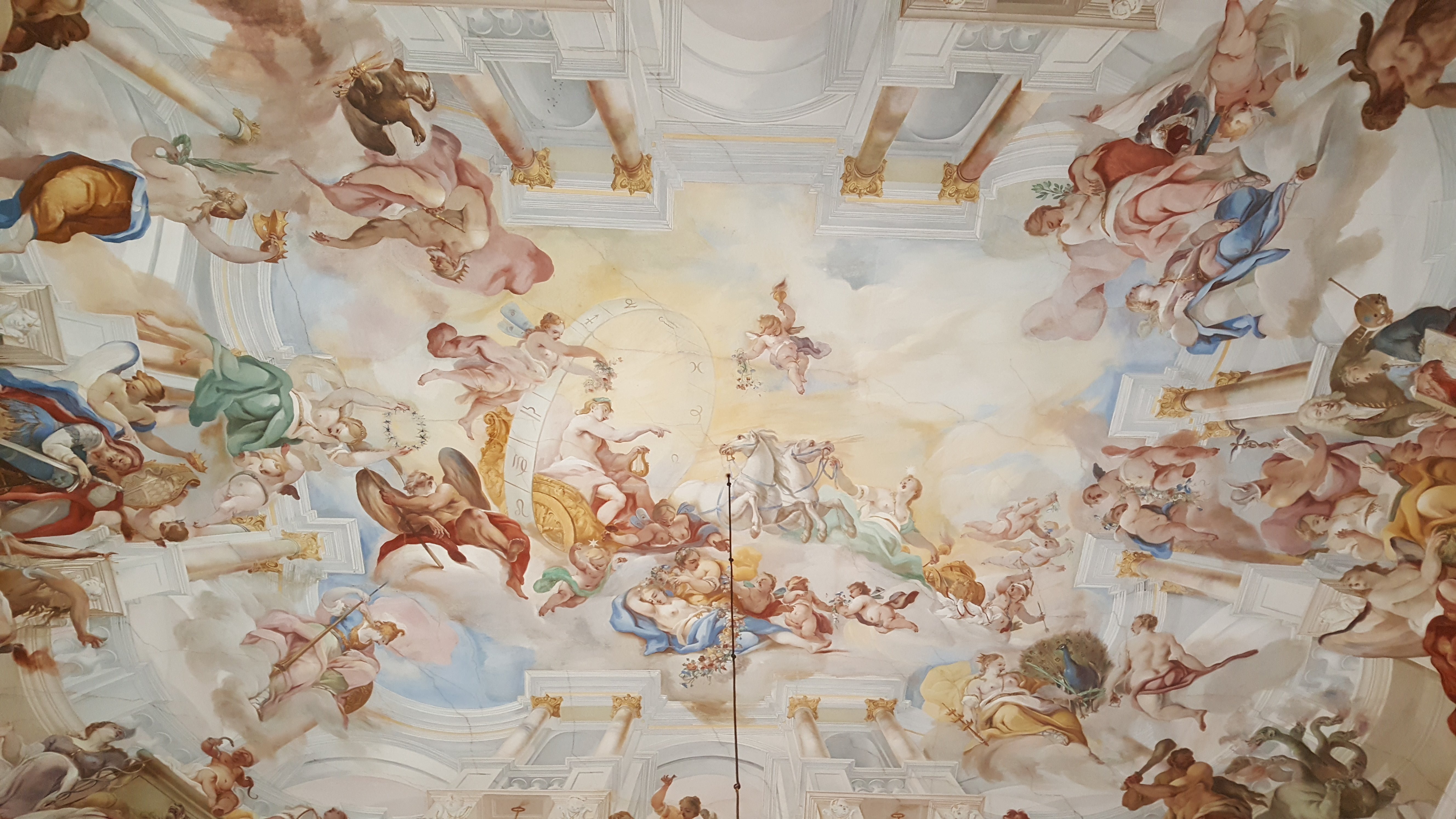
Château de Milotice, fresque dans la salle d'apparat : Apothéose de la famille Serényi - František, 1725.

Eckstein est l'élève de Michael Wenzel Halbax avant 1709 et étudia probablement en Italie. Il crée des fresques illusionnistes sur le modèle du maître italien Andrea Pozzo. Il  réalise également des fresques et des peintures d'autel.
En 1711, il se marie à Brno, où il s'installe. Il accepte également des missions à l'étranger. De 1727 à 1733, il travaille à Cracovie et de 1740 à sa mort à Lviv.
Ses œuvres les plus importantes comprennent des fresques dans la chapelle de Lorette du couvent franciscain de Brno, dans le château de Milotice, dans le château de Pernštejn, dans l'église piariste de Cracovie et dans l'église des Jésuites de Lviv.
Il est le père du peintre Sebastian Eckstein.